# Gallus lafayetii
Gallus lafayetii este o specie din genul Gallus, fiind înrudită cu Gallus gallus.